# Irbestrædet
Irbestrædet udgør hovedfarvandet der forbinder Rigabugten med Østersøen mellem Sõrvehalvøen, der er den sydlige spids af øen Saaremaa i Estland, og Kurland i Letland. Strædet er 27 kilometer på sit smalleste sted, og en sejlrende er blevet udgravet langs den sydlige kyst til større skibes sejlads. Der ligger stadig mange miner i Irbestrædet der blev udlagt under både 1. verdenskrig og 2. verdenskrig. I 2010 blev et 178.563 hektar stort område langs den liviske kyst vest for Domesnæs gjort til beskyttet havområde af Letlands Naturbeskyttelses Administration (lettisk: Dabas aizsardzības pārvalde).